# José Carlos Bernales
José Carlos Bernales Rodríguez de Mendoza, (Lima, 4 de noviembre de 1864 - Lima, 1940) fue un político peruano. Dirigente del Partido Demócrata, fue senador por Lima (1901-1908 y 1913-1918); Presidente del Senado (1917-1918); y candidato a la presidencia de la República en 1919.

## Biografía
Hijo de José Bernales y Antonia Rodríguez de Mendoza. Cursó estudios en el Instituto Lima, y luego se dedicó a la agricultura en el valle de Chancay. 
Se afilió al Partido Demócrata o pierolista, de cuyo comité revolucionario fue miembro, durante la guerra civil de 1894-1895. 
Fue elegido senador por Lima en 1901, cargo en el que se mantuvo hasta 1908. Como parlamentario, integró las comisiones de presupuesto y de hacienda, apoyo a la adopción del Patrón de Oro en el sistema monetario, auspició los acuerdos definitivos con la Peruvian Corporation y la concertación de un contrato entre el Estado y The Central & South American Telegraph Co. Ocupó la vicepresidencia de esta empresa, así como la de las compañías del mismo rubro que se crearon en el Perú.
Fue uno de los fundadores del diario La Prensa (1903), de cuyo directorio pasó a ser miembro.
En 1907, integró el comité central directivo de su partido, al producirse la renovación de este. Se vio implicado en la intentona revolucionaria del 1 de mayo de 1908 contra el primer gobierno de José Pardo y Barreda, que encabezó el caudillo Augusto Durand. Fue apresado y encarcelado, pero alegó su fuero parlamentario para obtener su libertad. Poco después, se involucró en otro intento golpista, la sublevación del 29 de mayo de 1909, protagonizado por un grupo de pierolistas contra el primer gobierno de Augusto B. Leguía. Fue apresado, permaneciendo encarcelado durante siete meses.
En 1914 fue nombrado gerente de la Compañía Recaudadora de Impuestos. Elaboró un proyecto para convertir dicha entidad en Banco Nacional. 
En 1915 fue elegido nuevamente senador por Lima. En 1917 fue elegido Presidente de su cámara. En 1919 fue candidato a la presidencia de la República, obteniendo un ínfimo porcentaje de votos. En esas elecciones también postuló Augusto B. Leguía, que fue el candidato de mayor popularidad. 
Al producirse el golpe de Estado del 4 de julio de 1919, partió al destierro. Radicó en Buenos Aires hasta 1931. Volvió entonces al Perú y fue nombrado superintendente general de bancos. En tal función, impulsó la fundación del Banco Central de Reserva del Perú. En 1936 fue el primer presidente y fundador del Club Social Miraflores, cargo que desempeñó hasta 1937.